# Уилкс (округ, Джорджия)
Уи́лкс (англ. Wilkes County) — округ штата Джорджия, США. Население округа на 2000 год составляло 10 687 человек. Административный центр округа — город Вашингтон.

## История
Округ Уилкс основан в 1777 году.

## География
Округ занимает площадь 1219.9 км2.

## Демография
Согласно Бюро переписи населения США, в округе Уилкс в 2000 году проживало 10 687 человек. Плотность населения составляла 8.8 человек на квадратный километр.